# Nuoto ai Giochi della XXXII Olimpiade - Staffetta 4x200 metri stile libero femminile
La gara di nuoto della staffetta 4x200 metri stile libero femminile dei Giochi della XXXII Olimpiade di Tokyo è stata disputata il 28 e 29 luglio 2021 presso il Tokyo Aquatics Centre. Vi hanno preso parte 16 squadre nazionali.
La competizione è stata vinta dalla squadra cinese, formata da Yang Junxuan, Tang Muhan, Zhang Yufei e Li Bingjie, mentre l'argento e il bronzo sono andati rispettivamente alla squadra statunitense, formata da Allison Schmitt, Paige Madden, Katie McLaughlin e Katie Ledecky, e a quella australiana, formata da Ariarne Titmus, Emma McKeon, Madison Wilson e Leah Neale.

## Record
Prima della competizione il record del mondo e il record olimpico erano i seguenti:
| Record mondiale | 7'41"50 | Australia Ariarne Titmus (1'54"27) Madison Wilson (1'56"73) Brianna Throssell (1'55"60) Emma McKeon (1'54"90)    | 25 luglio 2019 Gwangju, Corea del Sud |
| Record olimpico | 7'42"92 | Stati Uniti Missy Franklin (1'55"96) Dana Vollmer (1'56"02) Shannon Vreeland (1'56"85) Allison Schmitt (1'54"09) | 1º agosto 2012 Londra, Regno Unito    |

Durante la competizione è stato stabilito il seguente record:
| Data      | Evento | Atleti                                                                                 | Nazione | Tempo   | Record |
| --------- | ------ | -------------------------------------------------------------------------------------- | ------- | ------- | ------ |
| 29 luglio | Finale | Yang Junxuan (1'54"37) Tang Muhan (1'55"00) Zhang Yufei (1'55"66) Li Bingjie (1'55"30) | Cina    | 7'40"33 |        |

## Programma
| Data           | Ora (UTC+9) | Turno    |
| -------------- | ----------- | -------- |
| 28 luglio 2021 | 20:17       | Batterie |
| 29 luglio 2021 | 12:31       | Finale   |

## Risultati

### Batterie
| Pos. | Batteria | Corsia | Nazione       | Atlete | Tempo   | Note             |
| ---- | -------- | ------ | ------------- | --- | ------- | ---------------- |
| 1    | 2        | 4      | Australia     | Mollie O'Callaghan (1'55"11) Meg Harris (1'57"01) Brianna Throssell (1'56"46) Tamsin Cook (1'56"03)               | 7'44"61 | Q                |
| 2    | 1        | 4      | Stati Uniti   | Bella Sims (1'58"59) Paige Madden (1'55"96) Katie McLaughlin (1'56"02) Brooke Forde (1'57"00)                     | 7'47"57 | Q                |
| 3    | 1        | 5      | Cina          | Tang Muhan (1'57"29) Zhang Yifan (1'57"63) Dong Jie (1'57"77) Li Bingjie (1'56"29)                                | 7'48"98 | Q                |
| 4    | 2        | 5      | Canada        | Katerine Savard (1'58"18) Rebecca Smith (1'55"99) Mary-Sophie Harvey (1'57"53) Sydney Pickrem (1'59"82)           | 7'51"52 | Q                |
| 5    | 2        | 3      | ROC           | Anastasija Guženkova (1'57"26) Valeriya Salamatina (1'58"87) Veronika Andrusenko (1'57"77) Anna Egorova (1'58"14) | 7'52"04 | Q                |
| 6    | 1        | 3      | Germania      | Isabel Marie Gose (1'57"29) Leonie Kullmann (1'59"00) Marie Pietruschka (1'58"73) Annika Bruhn (1'57"04)          | 7'52"06 | Q                |
| 7    | 1        | 2      | Francia       | Charlotte Bonnet (1'57"61) Assia Touati (1'58"59) Lucile Tessariol (1'59"39) Margaux Fabre (1'59"46)              | 7'55"05 | Q                |
| 8    | 2        | 6      | Ungheria      | Zsuzsanna Jakabos (1'59"19) Laura Veres (1'57"88) Evelyn Verrasztó (2'00"35) Ajna Késely (1'58"74)                | 7'56"16 | Q                |
| 9    | 1        | 6      | Giappone      | Chihiro Igarashi (1'57"87) Rio Shirai (1'59"94) Nagisa Ikemoto (2'00"25) Aoi Masuda (2'00"33)                     | 7'58"39 |                  |
| 10   | 2        | 7      | Brasile       | Aline Rodrigues (2'00"15) Larissa Oliveira (2'01"50) Nathalia Almeida (1'59"18) Gabrielle Roncatto (1'58"67)      | 7'59"50 |                  |
| 11   | 1        | 1      | Sudafrica     | Aimee Canny (1'58"41) Rebecca Meder (2'00"53) Duné Coetzee (1'59"75) Erin Gallagher (2'02"87)                     | 8'01"56 | Record nazionale |
| 12   | 2        | 1      | Nuova Zelanda | Erika Fairweather (1'57"38) Carina Doyle (2'02"18) Eve Thomas (2'00"75) Ali Galyer (2'05"85)                      | 8'06"16 |                  |
| 13   | 1        | 7      | Turchia       | Viktoriya Zeynep Güneş (2'04"42) Beril Böcekler (2'02"03) Deniz Ertan (2'04"15) Merve Tuncel (2'00"36)            | 8'10"96 |                  |
| 14   | 1        | 8      | Corea del Sud | Jung Hyun-young (2'01"27) Kim Seo-yeong (1'59"98) Han Da-kyung (2'04"38) An Se-hyeon (2'05"53)                    | 8'11"16 |                  |
| -    | 2        | 2      | Italia        | Stefania Pirozzi (2'01"64) Anna Chiara Mascolo Giulia Vetrano Federica Pellegrini                                 | -       | DSQ              |
| -    | 2        | 8      | Hong Kong     | Stephanie Au Camille Cheng Siobhán Haughey Ho Nam Wai                                                             | -       | DNS              |

### Finale
| Pos.    | Corsia | Nazione     | Atlete | Tempo   | Note                |
| ------- | ------ | ----------- | --- | ------- | ------------------- |
| Oro     | 3      | Cina        | Yang Junxuan (1'54"37) Tang Muhan (1'55"00) Zhang Yufei (1'55"66) Li Bingjie (1'55"30)                            | 7'40"33 |                     |
| Argento | 5      | Stati Uniti | Allison Schmitt (1'56"34) Paige Madden (1'55"25) Katie McLaughlin (1'55"38) Katie Ledecky (1'53"76)               | 7'40"73 | Record panamericano |
| Bronzo  | 4      | Australia   | Ariarne Titmus (1'54"51) Emma McKeon (1'55"31) Madison Wilson (1'55"62) Leah Neale (1'55"85)                      | 7'41"29 | Record oceaniano    |
| 4       | 6      | Canada      | Summer McIntosh (1'55"74) Rebecca Smith (1'57"30) Kayla Sanchez (1'55"59) Penny Oleksiak (1'55"14)                | 7'43"77 | Record nazionale    |
| 5       | 2      | ROC         | Anna Egorova (1'58"22) Valeriya Salamatina (1'58"31) Veronika Andrusenko (1'58"17) Anastasia Guzhenkova (1'57"45) | 7'52"15 |                     |
| 6       | 7      | Germania    | Isabel Marie Gose (1'58"63) Leonie Kullmann (1'59"19) Marie Pietruschka (1'58"36) Annika Bruhn (1'57"71)          | 7'53"89 |                     |
| 7       | 8      | Ungheria    | Zsuzsanna Jakabos (1'58"61) Laura Veres (1'59"71) Ajna Késely (1'58"14) Boglárka Kapás (2'00"16)                  | 7'56"62 |                     |
| 8       | 1      | Francia     | Charlotte Bonnet (1'58"08) Assia Touati (1'58"82) Lucile Tessariol (2'00"86) Margaux Fabre (2'00"39)              | 7'58"15 |                     |